# Elena Utkina
Elena Mihailovna Utkina (în rusă Елена Михайловна Уткина n. Fomina, 29 mai 1990, în Volgograd) este o handbalistă din Rusia care a evoluat pe postul de portar pentru clubul românesc CS Minaur Baia Mare în perioada iunie-decembrie 2021 și echipa națională a Rusiei.
Utkina a evoluat pentru naționala de handbal feminin a Rusiei la Campionatul European din 2016 și la Campionatul Mondial din 2017
În iulie 2015 Utkina a cucerit medalia de aur cu naționala universitară de handbal feminin a Rusiei la Universiada de vară de la Gwangju, Coreea de Sud.

## Palmares
- Universiada:
  -  Câștigătoare: 2015

- Campionatul Mondial pentru Tineret:
  -  Medalie de argint: 2010

- Campionatul European pentru Tineret:
  -  Medalie de bronz: 2009

- Campionatul Mondial pentru Junioare:
  -  Câștigătoare: 2008

- FOTE:
  -  Câștigătoare: 2007

- Trofeul Campionilor:
  - Locul 4: 2008

- Liga Campionilor:
  - Locul 4: 2015
  - Grupe principale: 2010, 2011
  - Grupe: 2006, 2007, 2012, 2013, 2021
  - Calificări: 2009

- Cupa Cupelor:
  -  Finalistă: 2016
  - Semifinalistă: 2012
  - Sfertfinalistă: 2013

- Liga Europeană:
  - Grupe: 2021

- Cupa EHF:
  -  Finalistă: 2008
  - Semifinalistă: 2009, 2018
  - Grupe: 2017
  - Turul 3: 2019

- Campionatul Rusiei:
  -  Câștigătoare: 2011, 2012, 2013
  -  Medalie de bronz: 2016

- Cupa Rusiei:
  -  Medalie de argint: 2019, 2020
  -  Medalie de bronz: 2009

- Supercupa Rusiei:
  -  Medalie de argint: 2015, 2020

## Galerie de imagini

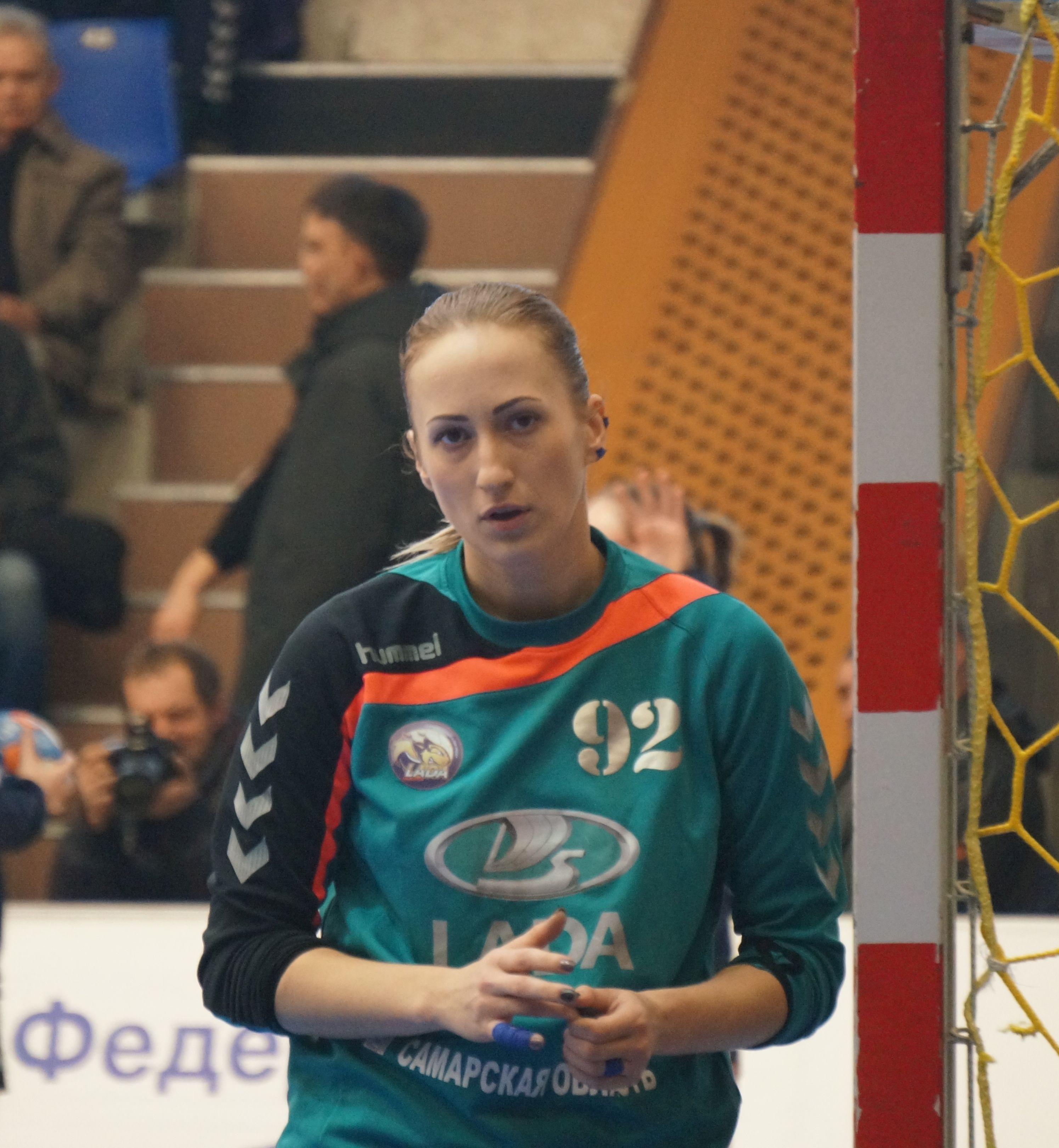
Elena Utkina, 13 noiembrie 2016. Utkina în timpul partidei dintre Lada Toliatti și Viborg, desfășurată în Olymp Sportlomplex din Toliatti.
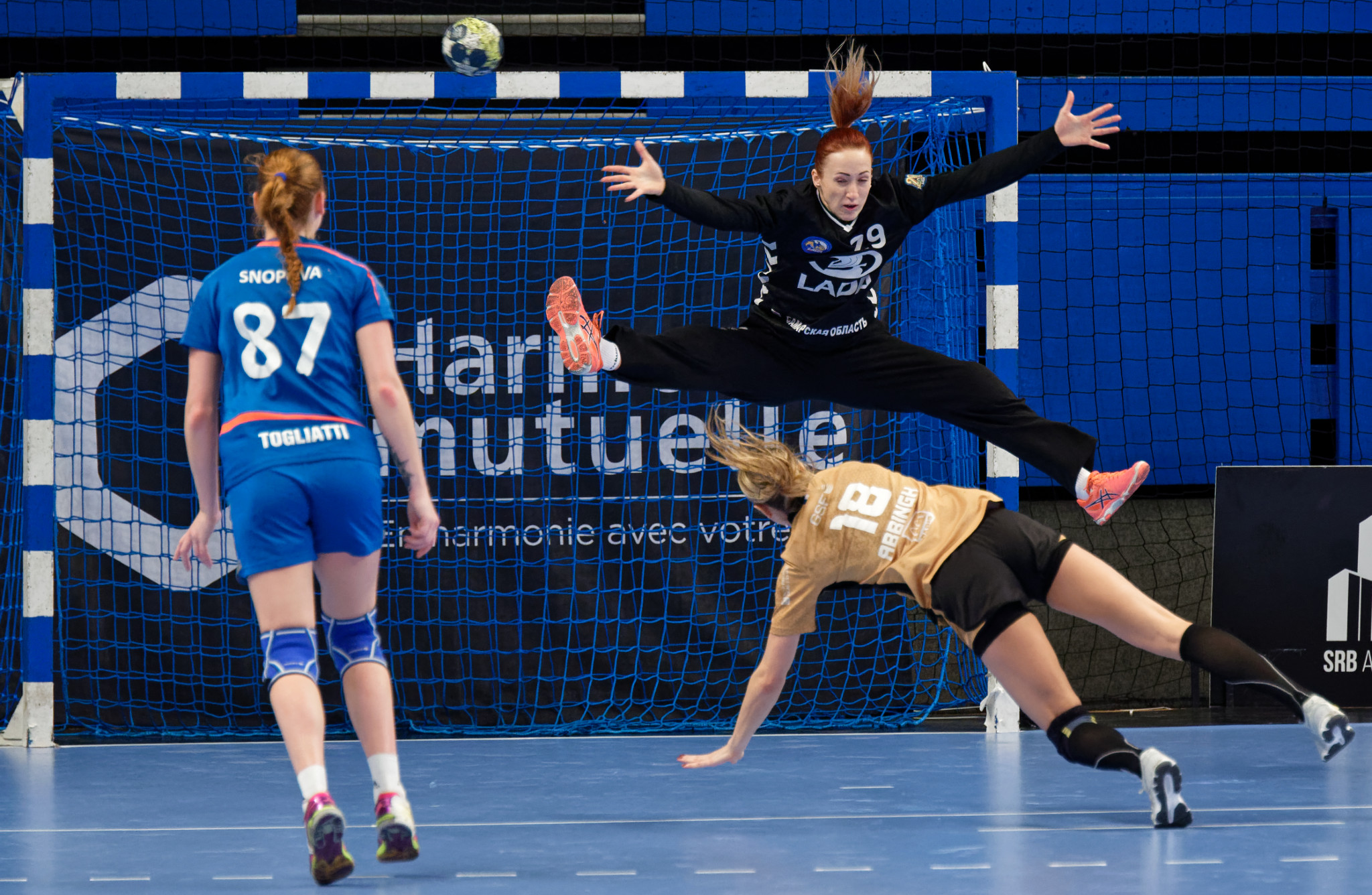
Elena Utkina, 12 ianuarie 2018. Utkina în timpul partidei dintre Issy Paris Hand și Lada Toliatti, desfășurată în Stade Pierre de Coubertin din Paris.
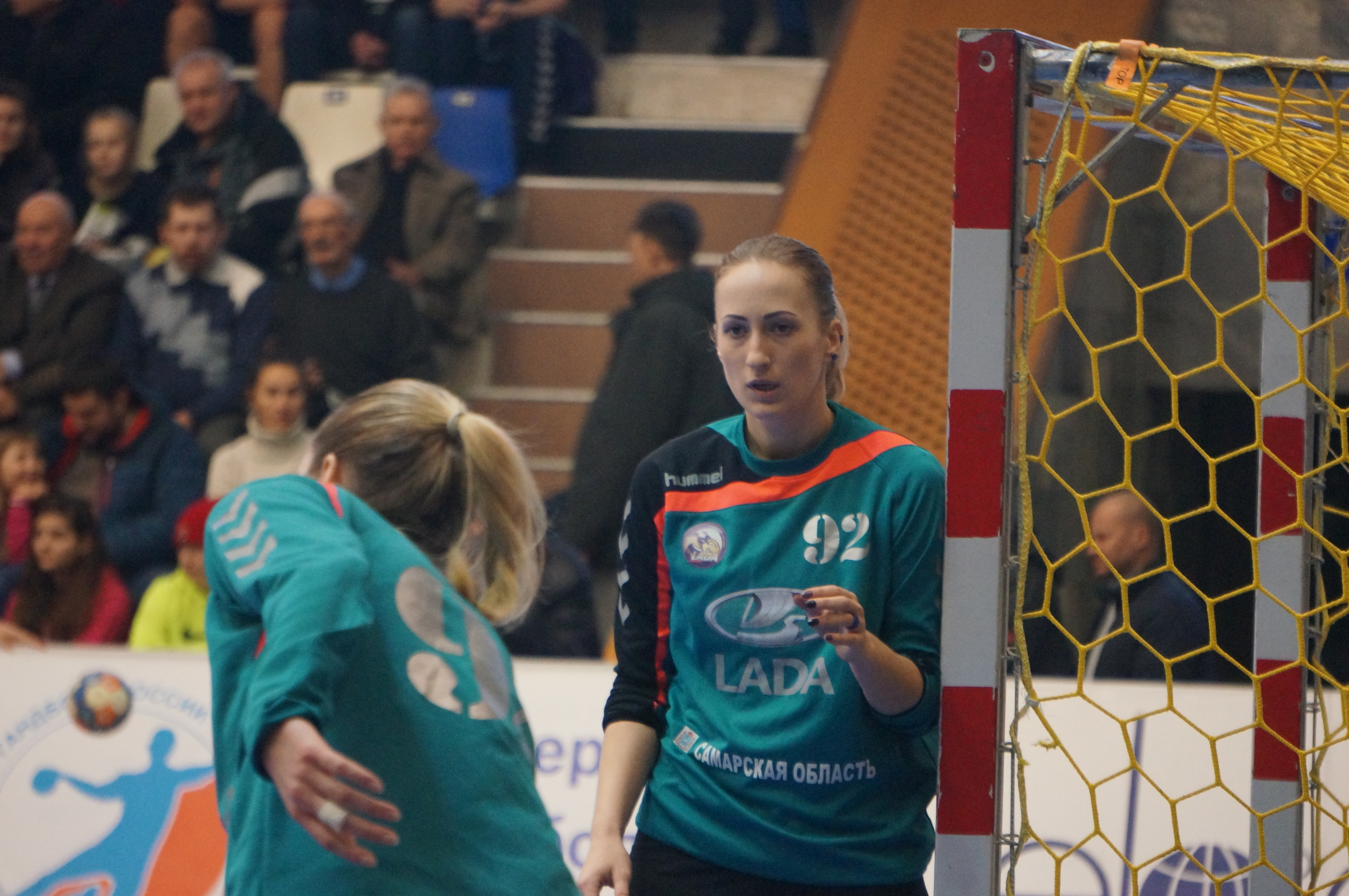
Elena Utkina, 13 noiembrie 2016. Utkina în timpul partidei dintre Lada Toliatti și Viborg, desfășurată în Olymp Sportlomplex din Paris.
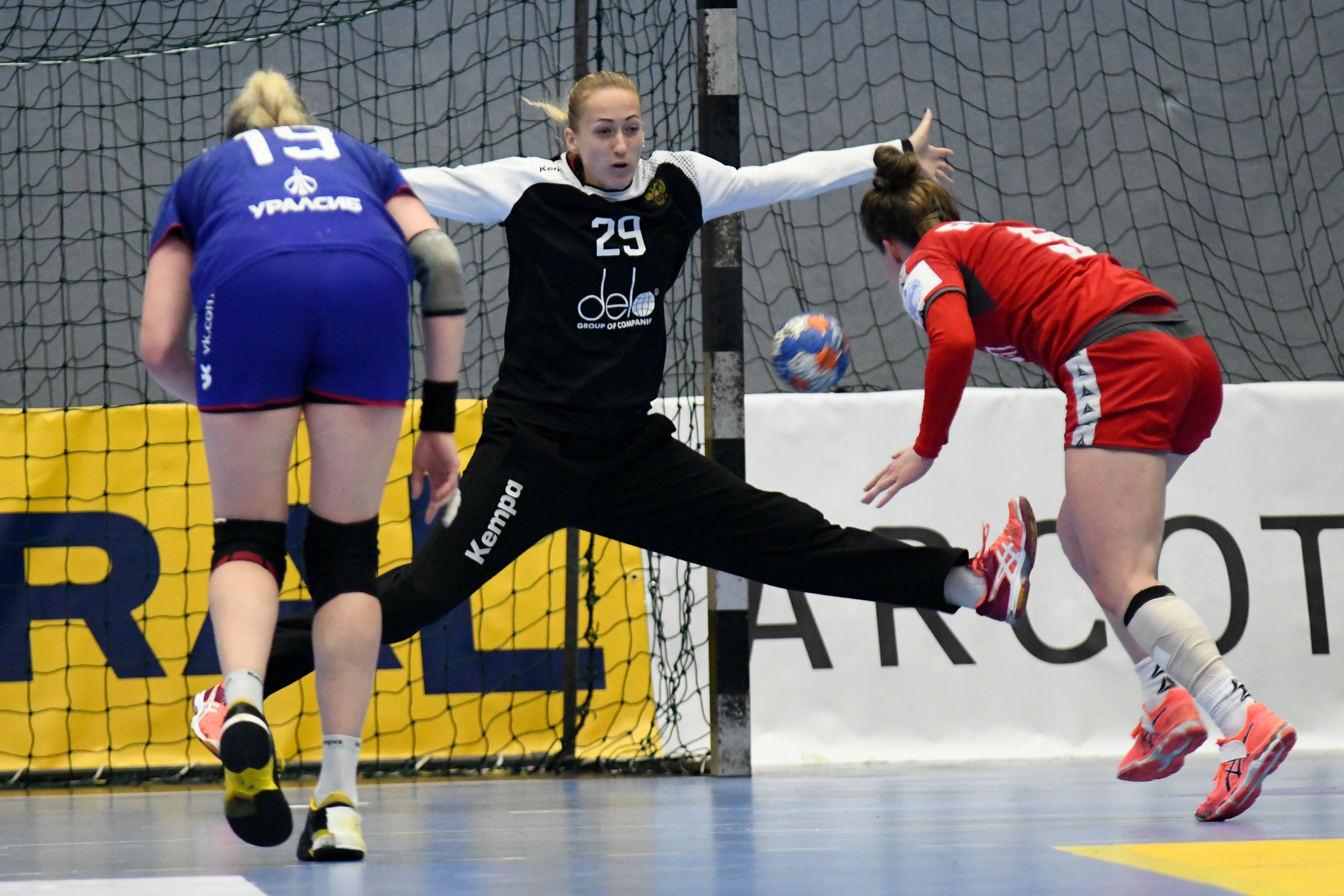
Elena Utkina, 30 septembrie 2017. Utkina în timpul partidei dintre Austria și Rusia, desfășurată în BSFZ Südstadt din Maria Enzersdorf.
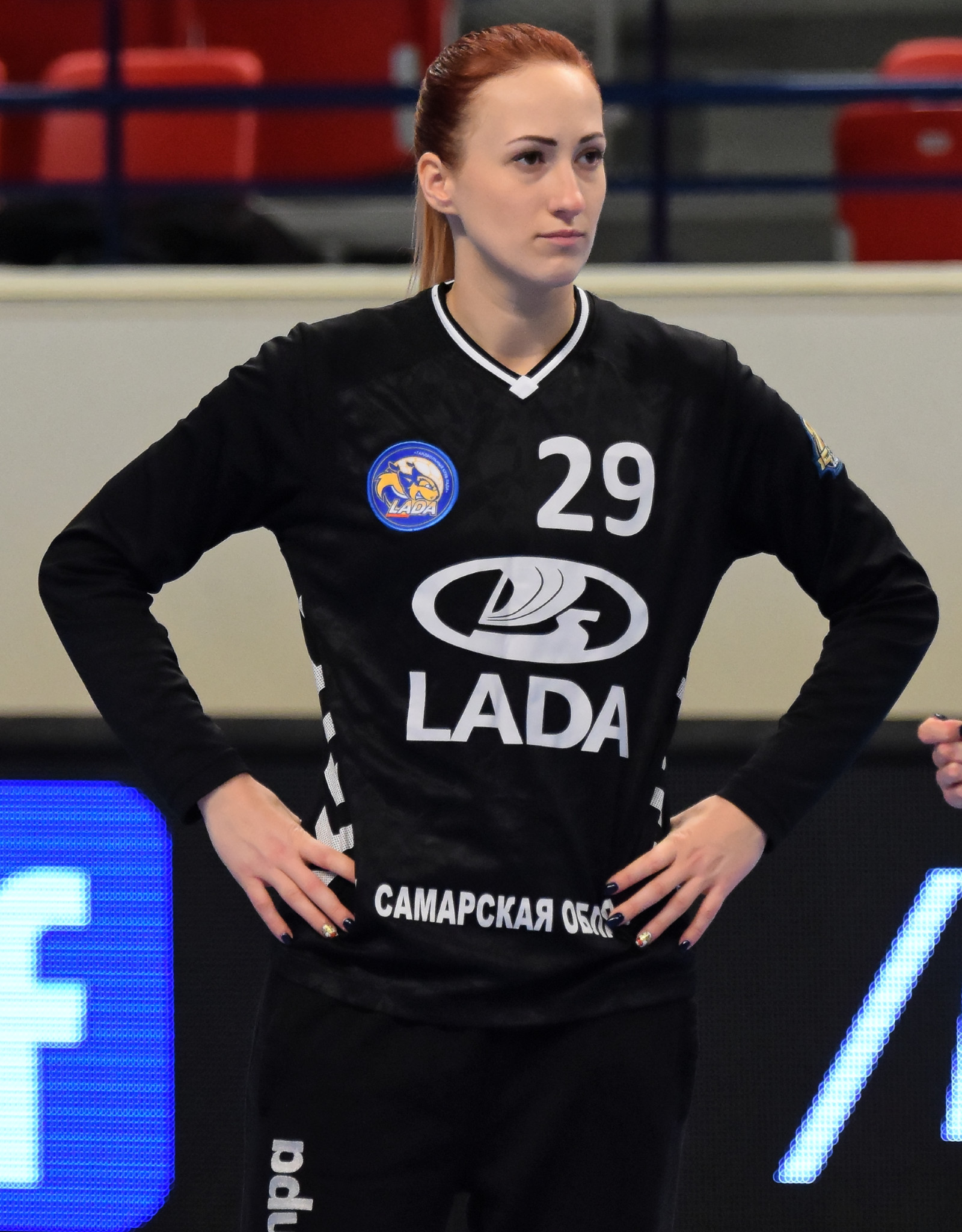
Elena Utkina, 12 ianuarie 2018. Utkina în timpul partidei dintre Issy Paris Hand și Lada Toliatti, desfășurată în Stade Pierre de Coubertin din Paris.